# Каратепські написи

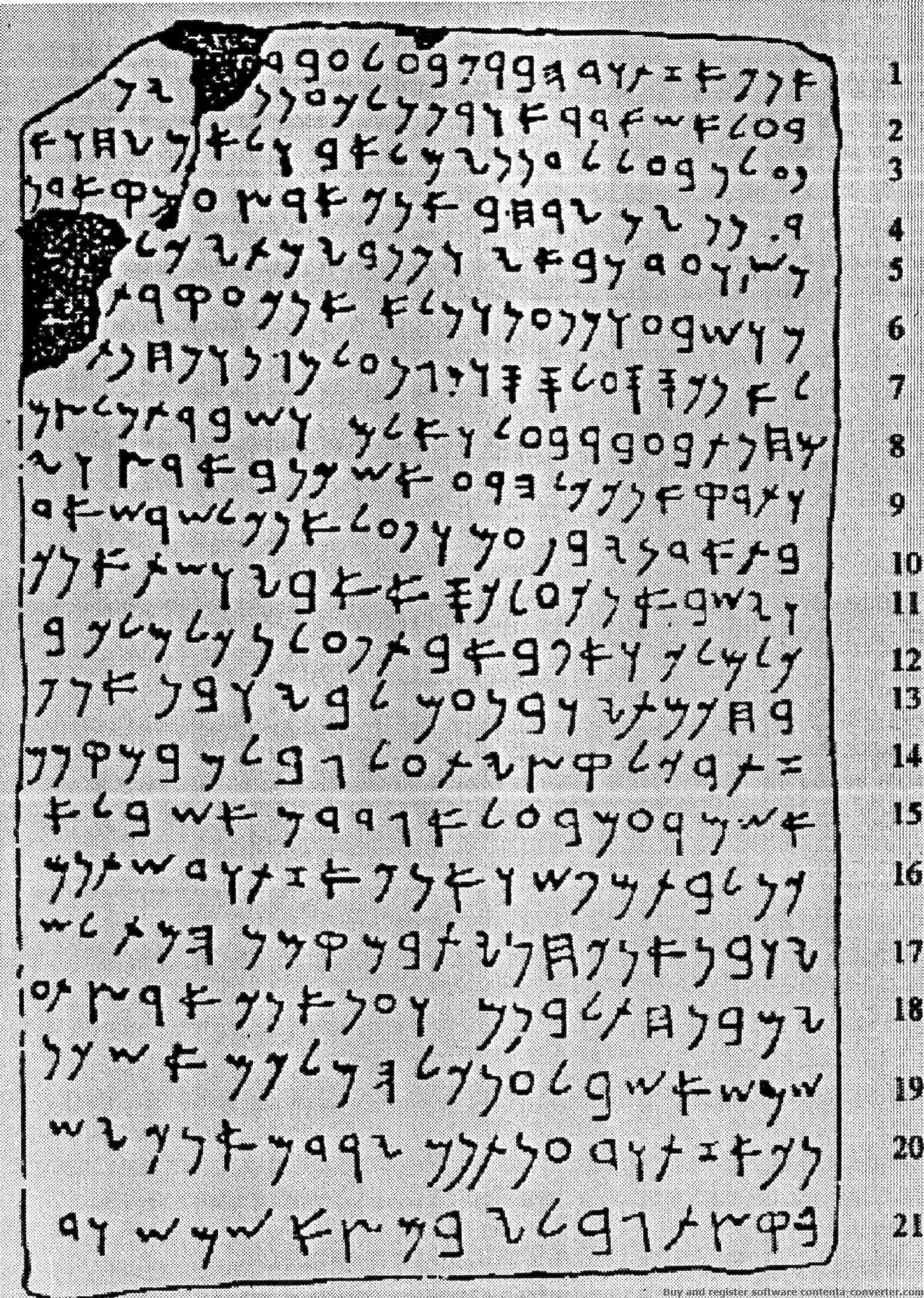
Широкий напис біля «Брами левів»

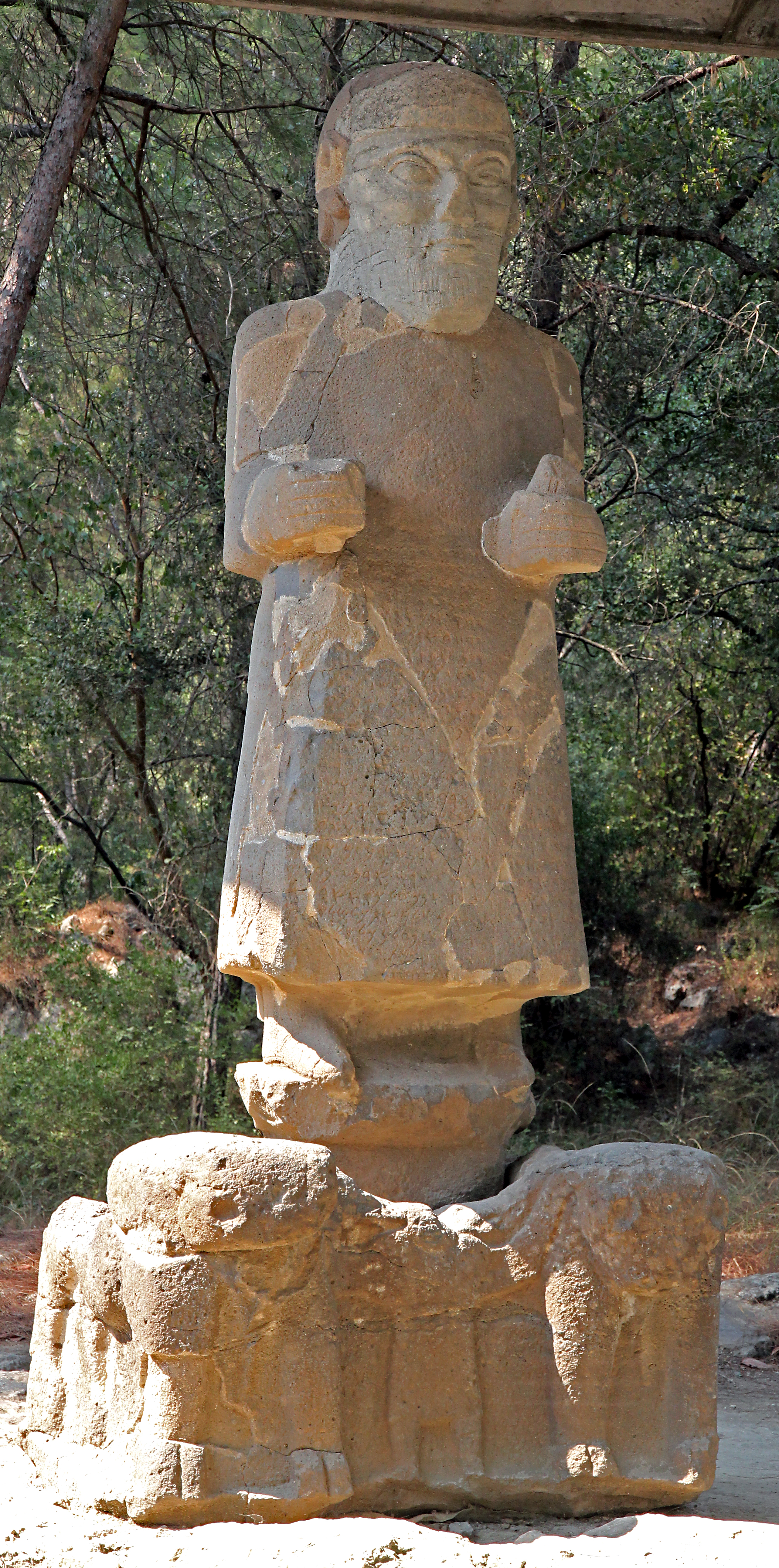
Скульптура хетського бога погоди Тархунзаса

Каратепські написи — написи VII століття до н. е., виявлені у 1946 році в південно-східній Туреччині, у горах Тавр неподалік міста Кадірлі (тур. Kadirli) на гірському хребті Каратепе (тур. Karatepe — Чорна гора) професором Стамбульського університету, директором Археологічного інституту Г. Т. Боссертом (Helmuth Theodor Bossert).

## Опис
Біля південної брами каратепського замку був кам'яний лев, який служив постаментом статуї, знаної як «Боги на двох биках», що лежала біля нього без голови і рук. Чотири її сторони були записані фінікійською азбукою, три з яких потрощив удар від падіння. Знайдений в Каратепе двомовний напис 8 ст. до н. е. фінікійською та лувійською мовами, що приводить генеалогію царів Адани від «роду Мопса», напис свого часу послужив лінгвістам ключем до дешифровки лувійських ієрогліфів.

## Переклад
XX. «І я побудував потужні фортеці у всіх кінцях на кордонах, у тих місцях, де були злі люди, ватажки банд, жоден з яких не був зобов'язаний службою роду (династія Азітавадди), але я, Азітавадда, поклав їх під ноги свої».
XXXV. «І я побудував це місто, і я дав йому ім'я Азітаваддійя, бо Ваал (ієрогліф, хетською „Бог бурі“) та Решеф-птиця (ієрогліф хетською „Бог-олень“?) послали мене побудувати його».